# Chuyển động lăn

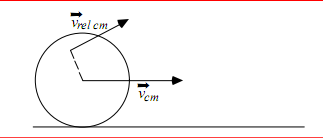
Sự kết hợp giữa quay và tịnh tiến: Khối tâm di chuyển tịnh tiến, các điểm còn lại quay quanh khối tâm.

Chuyển động lăn là chuyển động kết hợp giữa chuyển động quay và chuyển động tịnh tiến. Ở điều kiện lý tưởng, thì một vật có thể chuyển động lăn tương đối so với một vật khác mà không bị trượt.

## Các công thức vật lý
Chuyển động lăn cơ bản

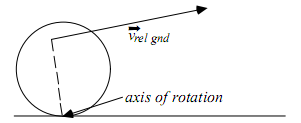

Ta xét tại một thời điểm, vật thể lăn có thể được xem như đang xoay quanh điểm tiếp xúc với bề mặt lăn, các điểm tiếp xúc sẽ thay đổi theo thời gian. Khi vật thể quay được 1 vòng, nó sẽ di chuyển được 1 đoạn bằng chu vi đường tròn, mỗi điểm trên đường tròn sẽ tiếp xúc với mặt phẳng lăn 1 lần.
Khi vật thể quay được một góc θ, thì quãng đường mà khối tâm đã dịch chuyển là:
{\displaystyle s=R\theta }
{\displaystyle \upsilon _{com}=R{\frac {d\theta }{dt}}=R\omega }
với:
{\displaystyle \upsilon _{com}} là vận tốc khối tâm đối với bề mặt tiếp xúc
{\displaystyle \upsilon } là vận tốc của một điểm trên vật thể khi lăn

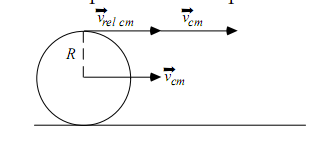

Xét các điểm trên đỉnh của đường tròn:
{\displaystyle \upsilon _{relcom}=R\omega }
{\displaystyle \upsilon _{com}=R\omega }
Suy ra:
{\displaystyle \upsilon _{gnd}=R\omega +\upsilon _{com}=\upsilon _{com}+\upsilon _{com}=2\upsilon _{com}}
Điểm trên đỉnh của đường tròn sẽ có tốc độ tương đối so với mặt đất gấp 2 lần vận tốc của khối tâm.
Xét các điểm tiếp xúc với mặt đất
{\displaystyle \upsilon _{relcom}=-R\omega }
{\displaystyle \upsilon _{com}=R\omega }
{\displaystyle \upsilon _{gnd}=-R\omega +R\omega =0}

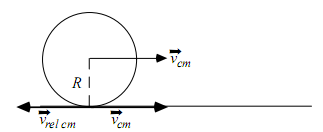

Điểm tiếp xúc với mặt đất có một tốc độ bằng 0, tức là đang đứng im.

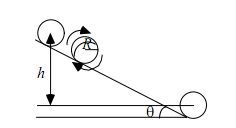

Xét một vật thể lăn từ độ cao h xuống một cái nêm có góc θ mà không bị trượt
Giả sử nêm đứng yên thì vận tốc và vận tốc góc ở trên dốc có thể tính bằng cách sử dụng định luật bảo toàn năng lượng:
{\displaystyle K_{tot}=K_{trancom}+K_{rotreltocom}={\frac {1}{2}}m\upsilon _{com}^{2}+{\frac {1}{2}}I_{com}\omega ^{2}}
Với:
ω là vận tốc góc.
Icom là mômen quay.

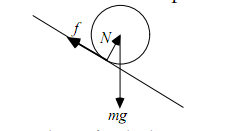

Theo định luật bảo toàn năng lượng, ta có:
{\displaystyle E_{i}=E_{f}} ⇒ {\displaystyle mgh={\frac {1}{2}}m\upsilon _{com}^{2}+{\frac {1}{2}}I_{com}\omega ^{2}}
Khi vật thể lăn:
{\displaystyle \upsilon _{com}=R\omega }
{\displaystyle \omega ={\frac {\upsilon _{com}}{R}}}

Suy ra:   
{\displaystyle mgh={\frac {3}{4}}m\upsilon _{com}^{2}} ⇒ {\displaystyle \upsilon _{com}={\sqrt {{\frac {4}{3}}gh}}}
{\displaystyle \omega ={\sqrt {\frac {4gh}{3R^{2}}}}}

## Ứng dụng
Chuyển động lăn được ứng dụng để làm giảm ma sát trong các chi tiết hay bộ phận máy (từ ma sát trượt chuyển thành ma sát lăn): các ổ bi, ổ trục, các điểm tiếp xúc cơ khí hay cảm biến...